# Ellen Beck
Ellen Beck   (Lerchenborg, 3 d'octubre de 1873 - Copenhaguen, 17 de novembre de 1953)va ser un cantant i professora de cant danesa.
Beck va començar els estudis de cant amb Algot Lange als 15 anys i després va estudiar amb Vittore Devilliers a París el 1898. Després del seu debut el 1891 va tenir un paper important en la vida musical danesa i el 1906 va ser nomenada cantant de cambra reial. Beck va oferir diversos concerts aclamats, fins i tot fora de Dinamarca. Va tenir entre les seves alumnes a Sylvia Schierbeck.